# Philadelphia 76ers 2020-2021
La stagione 2020-2021 dei Philadelphia 76ers è stata la 72ª stagione della franchigia nella NBA.

## Draft
| Giro | Scelta | Giocatore    | Ruolo | Nazionalità | Università/Squadra |
| ---- | ------ | ------------ | ----- | ----------- | ------------------ |
| 1    | 21     | Tyrese Maxey | P     | Stati Uniti | Kentucky Wildcats  |
| 2    | 34     | Théo Maledon | P     | Francia     | ASVEL              |
| 2    | 36     | Tyler Bey    | AP    | Stati Uniti | Colorado Buffaloes |
| 2    | 49     | Isaiah Joe   | G     | Stati Uniti | Ark. Razorbacks    |
| 2    | 58     | Paul Reed    | AG    | Stati Uniti | DePaul B. Demons   |

## Roster
| } \| Pos. \| Num. \| Naz. \| Nome \| Altezza \| Peso \| Data nascita \| Provenienza \| \| ---- \| ---- \| ---- \| ------------------- \| ------- \| ------ \| ------------ \| -------------------- \| \| G/AP \| 11 \| \| Clark, Gary (TW) \| 198 cm \| 102 kg \| 16-11-1994 \| Cincinnati \| \| P/G \| 31 \| \| Curry, Seth \| 188 cm \| 84 kg \| 23-08-1990 \| Duke \| \| AG/C \| 21 \| \| Embiid, Joel \| 213 cm \| 127 kg \| 16-03-1994 \| Kansas \| \| G \| 14 \| \| Green, Danny \| 198 cm \| 98 kg \| 22-06-1987 \| North Carolina \| \| AG \| 12 \| \| Harris, Tobias \| 203 cm \| 103 kg \| 15-07-1992 \| Tennessee \| \| P \| 33 \| \| Hill, George \| 193 cm \| 85 kg \| 04-05-1986 \| IUPUI \| \| C \| 39 \| \| Howard, Dwight \| 208 cm \| 120 kg \| 08-12-1985 \| SACA (GA) \| \| G \| 7 \| \| Joe, Isaiah \| 193 cm \| 75 kg \| 02-07-1999 \| Arkansas \| \| G/AP \| 30 \| \| Korkmaz, Furkan \| 201 cm \| 92 kg \| 24-07-1997 \| Turchia \| \| P/G \| 0 \| \| Maxey, Tyrese \| 188 cm \| 91 kg \| 04-10-2000 \| Kentucky \| \| G/AP \| 18 \| \| Milton, Shake \| 196 cm \| 93 kg \| 26-09-1996 \| Southern Methodist \| \| AG \| 44 \| \| Reed, Paul \| 206 cm \| 95 kg \| 26-06-1999 \| DePaul \| \| AG \| 1 \| \| Scott, Mike \| 201 cm \| 108 kg \| 16-17-1988 \| Virginia \| \| P/A \| 25 \| \| Simmons, Ben \| 211 cm \| 109 kg \| 20-07-1996 \| LSU \| \| G \| 22 \| \| Thybulle, Matisse \| 196 cm \| 91 kg \| 04-03-1997 \| Washington \| \| AG \| 43 \| \| Tolliver, Anthony \| 203 cm \| 109 kg \| 01-06-1985 \| Creighton \| \| G \| 9 \| \| Tucker, Rayjon (TW) \| 191 cm \| 95 kg \| 24-09-1997 \| Arkansas–Little Rock \| | Allenatore - Doc Rivers Assistente/i - Brian Adams - Dan Burke - Sam Cassell - Eric Hughes - Dave Joerger - Popeye Jones Legenda - (C) Capitano - (FA) Free agent - (S) Sospeso - (TW) Contratto Two-way - (GL) Assegnato a squadra G League affiliata - (SD) Scelto al Draft - Infortunato Roster • Transazioni · Ultima transazione: 11 maggio 2021 |                        |                     |         |        |              |                      |
| Pos. | Num. | Naz.                   | Nome                | Altezza | Peso   | Data nascita | Provenienza          |
| G/AP | 11 | Stati Uniti (bandiera) | Clark, Gary (TW)    | 198 cm  | 102 kg | 16-11-1994   | Cincinnati           |
| P/G | 31 | Stati Uniti (bandiera) | Curry, Seth         | 188 cm  | 84 kg  | 23-08-1990   | Duke                 |
| AG/C | 21 | Camerun (bandiera)     | Embiid, Joel        | 213 cm  | 127 kg | 16-03-1994   | Kansas               |
| G | 14 | Stati Uniti (bandiera) | Green, Danny        | 198 cm  | 98 kg  | 22-06-1987   | North Carolina       |
| AG | 12 | Stati Uniti (bandiera) | Harris, Tobias      | 203 cm  | 103 kg | 15-07-1992   | Tennessee            |
| P | 33 | Stati Uniti (bandiera) | Hill, George        | 193 cm  | 85 kg  | 04-05-1986   | IUPUI                |
| C | 39 | Stati Uniti (bandiera) | Howard, Dwight      | 208 cm  | 120 kg | 08-12-1985   | SACA (GA)            |
| G | 7 | Stati Uniti (bandiera) | Joe, Isaiah         | 193 cm  | 75 kg  | 02-07-1999   | Arkansas             |
| G/AP | 30 | Turchia (bandiera)     | Korkmaz, Furkan     | 201 cm  | 92 kg  | 24-07-1997   | Turchia              |
| P/G | 0 | Stati Uniti (bandiera) | Maxey, Tyrese       | 188 cm  | 91 kg  | 04-10-2000   | Kentucky             |
| G/AP | 18 | Stati Uniti (bandiera) | Milton, Shake       | 196 cm  | 93 kg  | 26-09-1996   | Southern Methodist   |
| AG | 44 | Stati Uniti (bandiera) | Reed, Paul          | 206 cm  | 95 kg  | 26-06-1999   | DePaul               |
| AG | 1 | Stati Uniti (bandiera) | Scott, Mike         | 201 cm  | 108 kg | 16-17-1988   | Virginia             |
| P/A | 25 | Australia (bandiera)   | Simmons, Ben        | 211 cm  | 109 kg | 20-07-1996   | LSU                  |
| G | 22 | Stati Uniti (bandiera) | Thybulle, Matisse   | 196 cm  | 91 kg  | 04-03-1997   | Washington           |
| AG | 43 | Stati Uniti (bandiera) | Tolliver, Anthony   | 203 cm  | 109 kg | 01-06-1985   | Creighton            |
| G | 9 | Stati Uniti (bandiera) | Tucker, Rayjon (TW) | 191 cm  | 95 kg  | 24-09-1997   | Arkansas–Little Rock |

## Uniformi
- Casa

| Association |

- Trasferta

| Icon |

- Alternativa

| Statemant |

- Alternativa

| City |

- Alternativa

| Earned |

## Classifiche

### Central Division
| Atlantic Division      | V  | S  | V%   | PR   | Casa  | Trasf | Div  | PG |
| ---------------------- | -- | -- | ---- | ---- | ----- | ----- | ---- | -- |
| z – Philadelphia 76ers | 49 | 23 | .681 | 0,0  | 29–7  | 20–16 | 10–2 | 72 |
| x – Brooklyn Nets      | 48 | 24 | .667 | 1,0  | 28–8  | 20–16 | 8–4  | 72 |
| x – N.Y. Knicks        | 41 | 31 | .569 | 8,0  | 25–11 | 16–20 | 4–8  | 72 |
| xp – Boston Celtics    | 36 | 36 | .500 | 13,0 | 21–15 | 15–21 | 4–8  | 72 |
| e – Toronto Raptors    | 27 | 45 | .375 | 22,0 | 16–20 | 11–25 | 4–8  | 72 |

### Eastern Conference
| Eastern Conference | Eastern Conference       | Eastern Conference | Eastern Conference | Eastern Conference | Eastern Conference | Eastern Conference |
| #                  | Squadra                  | V                  | S                  | V%                 | PR                 | PG                 |
| ------------------ | ------------------------ | ------------------ | ------------------ | ------------------ | ------------------ | ------------------ |
| 1                  | z – Philadelphia 76ers * | 49                 | 23                 | .681               | –                  | 72                 |
| 2                  | x – Brooklyn Nets        | 48                 | 24                 | .667               | 1,0                | 72                 |
| 3                  | y – Milwaukee Bucks *    | 46                 | 26                 | .639               | 3,0                | 72                 |
| 4                  | x – N.Y. Knicks          | 41                 | 31                 | .569               | 8,0                | 72                 |
| 5                  | y – Atlanta Hawks *      | 41                 | 31                 | .569               | 8,0                | 72                 |
| 6                  | x – Miami Heat           | 40                 | 32                 | .556               | 9,0                | 72                 |
|                    |                          |                    |                    |                    |                    |                    |
| 7                  | xp – Boston Celtics      | 36                 | 36                 | .500               | 13,0               | 72                 |
| 8                  | xp – Wash. Wizards       | 34                 | 38                 | .472               | 15,0               | 72                 |
| 9                  | ep – Indiana Pacers      | 34                 | 38                 | .472               | 15,0               | 72                 |
| 10                 | ep – Charlotte Hornets   | 33                 | 39                 | .458               | 16,0               | 72                 |
|                    |                          |                    |                    |                    |                    |                    |
| 11                 | e – Chicago Bulls        | 31                 | 41                 | .431               | 18,0               | 72                 |
| 12                 | e – Toronto Raptors      | 27                 | 45                 | .375               | 22,0               | 72                 |
| 13                 | e – Cleveland Cavaliers  | 22                 | 50                 | .306               | 27,0               | 72                 |
| 14                 | e – Orlando Magic        | 21                 | 51                 | .292               | 28,0               | 72                 |
| 15                 | e – Detroit Pistons      | 20                 | 52                 | .278               | 29,0               | 72                 |

Note:
- z – Fattore campo per gli interi playoff
- c – Fattore campo per le finali di Conference
- y – Campione della division
- x – Qualificata ai playoff
- p – Qualificata ai play-in
- e – Eliminata dai playoff
- * – Leader della division

## Mercato

### Free Agency

#### Acquisti
| Data             | Giocatore      | Contratto             | Provenienza     |
| ---------------- | -------------- | --------------------- | --------------- |
| 21 novembre 2020 | Dwight Howard  | 1 anno - $2,5 milioni | L.A. Lakers     |
| 3 dicembre 2020  | Dakota Mathias | Contratto Two-way     | Texas Legends   |
| 26 marzo 2021    | Mason Jones    | Contratto Two-way     | Houston Rockets |

#### Cessioni
| Data            | Giocatore      | Motivo   | Nuova squadra |
| --------------- | -------------- | -------- | ------------- |
| 18 gennaio 2021 | Dakota Mathias | Tagliato | Free agent    |
| 6 maggio 2021   | Mason Jones    | Tagliato | Free agent    |

### Scambi
| 18 novembre 2020 | Philadelphia 76ers Seth Curry                                                                                         | Dallas Mavericks Josh Richardson Draft rights per Tyler Bey (2020 #36) |
| 23 novembre 2020 | Philadelphia 76ers Tony Bradley                                                                                       | Detroit Pistons Zhaire Smith |
| 8 dicembre 2020  | Philadelphia 76ers Terrance Ferguson Danny Green Vincent Poirier                                                      | Oklahoma Thunder Al Horford Draft rights per Théo Maledon (2020 #34) Draft rights per Vasilije Micić (2014 #52) Scelta protetta 1º giro Draft 2025 (da Philadelphia)              |
| 25 marzo 2021    | Philadelphia 76ers George Hill Ignas Brazdeikis                                                                       | N.Y. Knicks Terrance Ferguson Vincent Poirier Draft rights per Emir Preldžić (2009 #57) Scelta 2º giro Draft 2021 (da Philadelphia) Scelta protetta 2º giro Draft 2024 (da Miami) |
| 25 marzo 2021    | Oklahoma Thunder Tony Bradley Scelta 2º giro Draft 2025 (da Philadelphia) Scelta 2º giro Draft 2026 (da Philadelphia) | |